# Коттон, Эми
Эми Коттон (англ. Amy Cotton; род. 22 января 1980, Антигониш, Новая Шотландия, Канада) — канадская дзюдоистка. Чемпионка турнира большого шлема 2012 года в полутяжёлом весе. Бронзовая призёрка  Панамериканских игр 2003 года. Участница Летних Олимпийских игр 2004 и Летних Олимпийских игр 2012 годов. Член зала славы дзюдо Канады.

## Биография
Эми Коттон родилась 22 января 1980 года в Антигонише, Новая Шотландия в семье Даниэля Джудика. Есть два брата, Джош и Мэттью, и сестра Робин.
Дзюдо начала заниматься с 6 лет под руководством Джона Кэмпбелла. Заметив в Эми потенциал, посоветовал продолжить обучение в Монреале, куда она переехала в 15 лет и стала тренироваться в зале Сильвера Эбера и позднее, Хироши Накамуры.
В 1998 году вошла в состав сборной Канады по дзюдо, дебютировав 11 октября на кубке мира по дзюдо против спортсменки Ан Су-Джон из Кореи, уступив ей на стадии 1/8 финала. В 2000 году завоевала золотую медаль панамериканского чемпионата по дзюдо прошедшего в Орландо, обыграв в финале Эми Тонгу из США. 
В 2002 году приняла участие на кубке мира по дзюдо в Софии, победив на турнире Янчеву Марию из Болгарии на стадии 1/8 финала, Эммануэль Муссе из Франции на стадии 1/4 финала, в полуфинале уступив испанской дзюдоистке Ракель Прието. В матче за 3 место уступила Кристине Декман, заняв в итоге 5 место в таблице.
Вновь завоевала медаль в копилку своей сборной в 2003, заработав бронзу панамериканского чемпионата Сальвадоре, уступив бразильской спортсменке Эдинансе Сильве в матче за выход в финальную стадию соревнования.
В том же году приняла участие в Панамериканских играх в Санто-Доминго, заработав на соревнованиях бронзовую медаль, снова уступив Сильве в матче за финал. 
В 2004 году прошла квалификацию для участия в Летних Олимпийских игр 2004. На турнире в 1/32 финала победила спортсменку из Габона, Меланию Энгоанг набрав 1000 очков, однако на следующем этапе уступила представительнице Италии, Лючии Морико со счётом 1010, прекратив своё выступление на олимпиаде. 
В следующем году выиграла золотую медаль на панамериканском чемпионате проходившим в Пуэрто-Рико, выиграв бои против Молли О'Рурк из США и Клодин Сезар из Бразилии. В том же году принимает участие на Чемпионате мира, прошедшем в Каире, Египет. На турнире одержала победы над Якуб Лизой из Ирака на стадии 1/16 финала, Кейви Пинто из Венгрии в 1/8, уступив в 1/4 Саэ Наказаве из Японии, перейдя в нижнюю сетку таблицы в борьбе за 5 место турнира. Победив Кён-Ми Чон из Кореи проиграла Морико Лючии, заняв по итогу соревнований 7 место в рамках своей весовой категории.
В 2006 году заработала серебряную медаль на чемпионате прошедшем в Буэнос-Айресе, в третий раз уступив Эдинансе Сильве в финале.
В 2007 году заняла 3 место на чемпионате в Монреале, проиграв Идалис Ортис из Кубы в матче за финал соревнований. 
27 января 2008 года приняла участие на кубке мира по дзюдо, уступив в 1/8 чешской спортсменке Алене Эйгловой, прекратив выступление на соревновании. 10 февраля приняла участие в турнире большого шлема в Париже, уступив в 1/16 Сюли Ян из Китая, дальше продолжив бороться за 5 место турнира. Победив Карл Дженни из Германии, уступила Мишель Роджерс из Великобритании, прекратив выступления на турнире. Слабые результаты канадки во многом были вызваны травмой плеча, которая после турнира лишь усложнилась, заставив взять полугодовой перерыв до сентября. После сентябрьского турнира большого шлема травмировала ногу. В 2008 году не смогла квалифицироваться на Летние Олимпийские игры 2008 года, из-за более лучшего состояния Марилиз Левеск, которая заняла её место в сборной Канады по дзюдо.
В 2009 году заработала бронзу чемпионата в Буэнос-Айресе, уступив Калиеме Антомарчи из Кубы в матче за финал. На гран-при по дзюдо в том же году заняла 5 место, уступив в четверть финале француженке Стефани Поссомаи. На чемпионате мира заняла 7 место, уступив в 1/4 испанке Эстер Сан Мигель.
В 2010 году на кубках мира по дзюдо заняла 2 место в Баку и 3 место в Майами.
В 2011 году на кабках мира заработала 7 медалей: золото на турнире в Сан-Сальвадоре, два золота в Пуэрто-ла-Крусе (полутяжёлая и супертяжёлая весовые категории); два серебра в Вене и Майами и бронзы в Праге и Сан-Паулу.
В 2012 году приняла участие на Летних Олимпийских играх в Лондоне. На турнире в первом же раунде проиграла Одри Чёмео и прекратила выступление на соревновании заняв итоговое 17 место.
В том же году на турнире большого шлема в Москве заняла первое место, обыграв соперницу из Монголии. На панамериканских играх в Монреале заработала бронзовую медаль, уступив Майре Агиар из Бразилии в полуфинале. На турнире большого шлема прошедшего в Токио заняла третье место.
В 2013 году впервые с 2008 года не заработала ни единой медали, заняв 5 места на Гран-При в Баку и турнире большого шлема в Париже, в связи с чем в 2014 году закончила профессиональную карьеру. 

## Личная жизнь
После завершения карьеры живёт и тренируется в Саскатуне. Тренирует группу из 30 детей дзюдо, ездит на национальные соревнования.